# Plesiotritoninae
Plesiotritoninae is een onderfamilie van weekdieren uit de klasse van de Gastropoda (slakken).

## Geslachten
- Africotriton Beu & Maxwell, 1987
- Beuella Lesport, Cluzaud & Verhecken, 2015 †
- Colubratriton Pacaud, Ledon & Loubry, 2015 †
- Kapuatriton Beu & Maxwell, 1987
- Loxotaphrus Harris, 1897
- Plesiotriton P. Fischer, 1884
- Tritonoharpa Dall, 1908
- Turehua Marwick, 1943 †